# Ivan Iakubovski
Ivan Ignàtievitx Iakubovski (rus: Ива́н Игна́тьевич Якубо́вский) (7 de gener de 1912 - 30 de novembre de 1976) va ser un militar soviètic, que assolí el grau de Mariscal de la Unió Soviètica, que serví com a comandant en cap de les forces del Pacte de Varsòvia entre 1967 i 1976, que va rebre en dues ocasions el títol d'Heroi de la Unió Soviètica.

## Biografia
Sisè fill d'una família camperola de Belarús, va treballar al seu poble mentre que estudiava en una escola rural. Des de 1930 treballà com a secretari de secció al consell local de Makarievski. El 1932 es graduà a l'escola d'Orxa.
El 1932 es va allistar a l'Exèrcit Roig, graduant-se el 1934 a l'Acadèmia Militar de l'Associació Belarussa Mikhaïl Kalinin de Minsk, servint com a comandant de secció a la 27a Divisió de Fusellers Bandera Roja d'Omsk (Vitebsk).
El 1935 es graduà en diversos cursos a Leningrad, abans de servir al Districte Militar de Belarús com a comandant de secció, companyia, cap d'estat major de batalló i comandant d'un batalló d'entrenament en diverses unitats cuirassades. Comandà una companyia cuirassada durant la invasió soviètica de Polònia de setembre de 1939, servint també a la Guerra d'Hivern.
Iakubovski participà en la Segona Guerra Mundial des dels primers dies a la frontera occidental com a comandant d'un batalló cuirassat, lluitant heroicament en diversos dels combats defensius a Belarús. La seva unitat va ser una de les darreres que va defendre una Minsk ja condemnada, destruint un comboi alemany amb els seus tancs als carrers de la ciutat. Des de gener de 1941 comandà un regiment cuirassar al Front Occidental, arribant a ser primer segon al comandament (gener de 1942) i comandant (març de 1942) de la 91a Brigada Cuirassada, participant en l'ofensiva Barvinkivske-Lozova. Es distingí a les batalles defensives a la conca del Donets a l'estiu de 1942 i les fases defensives i ofensives de la batalla de Stalingrad, lluitant als fronts Sud, Stalingrad i Don, sent ascendit a coronel el 30 de novembre de 1942.
A la primavera de 1943 la brigada va ser transferida al Front Central, passant a formar part del 3r Exèrcit Cuirassat de la Guàrdia, on va quedar-se fins al Dia de la Victòria. Encapçalant la brigada, Iakubovski lluità heroicament alls fronts de Vorónej, Briansk, Central i 1r Ucraïnès, lluitant a les batalles de Kursk a la regió d'Orel, al Dnièper i a l'alliberament de Kíev i Fastiv. Pel seu heroisme a Fastiv, on la seva brigada va destruir 30 tancs enemics en un únic dia, Iakubovski va rebre el títol d'Heroi de la Unió Soviètica. A la primavera de 1944, comandant la seva brigada cuirassada, el Iakubovski participà amb èxit a l'ofensiva de Proskurovo-Txernivtsi.
Al juny de 1944 va ser nomenat vicecomandant del 6è Cos Cuirassat de la Guàrdia. Participà en l'ofensiva de Lvov-Sandomierz, a les batalles defensant i expandint el cap de pont de Sandomierz; i a l'ofensiva Vístula-Oder el gener de 1945. en aquestes operacions, comandà les tropes avançades del cos, en el punt d'impacte amb les unitats cuirassades alemanyes. Per les seves accions heroiques a l'operació de Lvov-Sandomierz tornà a rebre el títol d'Heroi de la Unió Soviètica, mitjançant decret del 23 de setembre de 1944. Des d'abril de 1945 va ser 2n al comandament del 7è Cos Cuirassat de la Guàrdia, participant en les operacions de Berlín i Praga, i sent promogut a Major General de Tropes Cuirassades el 20 d'abril de 1945.
Després de la guerra, Iakubovski continuà servint com a vicecomandant de les tropes cuirassades al Districte Militar de Leningrad. El 1948 es graduà a l'Acadèmia d'Estat Major General. Al març de 1948 va ser nomenat comandant de la divisió cuirassada del Districte Militar de Belarús i, a l'abril de 1952 va ser nomenat comandat de les tropes cuirassades i mecanitzades del Districte Militar dels Carpats. Promogut a Tinent General de Tropes Blindades al maig de 1953, comandà un exèrcit cuirassat entre desembre de 1953 i abril de 1957, i després un exèrcit mecanitzat.
El juliol del 1957 va ser nomenat segon al comandament de les forces soviètiques a Alemanya, sent promogut a Coronel General a l'agost de 1958. L'abril del 1960 va ser nomenat Grup de Forces Soviètiques a Alemanya Oriental, ocupant el càrrec quan esclatà la Crisi de Berlín de 1961, quan l'amenaça d'un conflicte bèl·lic a Europa augmentà fins a nivells dramàtics. Durant la crisi, a l'agost de 1961, Ivan Koniev, va ser promogut a Mariscal de la Unió Soviètica i nomenat temporalment comandant de les tropes a Alemanya, amb Iakubovski sent nomenat adjunt al comandant, mentre continuava dirigint les operacions diàries de les tropes. Després que a l'abril de 1962 la situació s'estabilitzés, el General d'Exèrcit Iakubovski tornà a comandar les tropes soviètiques a Alemanya, fins al gener de 1965, en què va ser nomenat comandant del Districte Militar de Kíev.
El 12 d'abril de 1967 va ser nomenat Primer Viceministre de Defensa de l'URSS (simultàniament al nomenament d'Andrei Gretxkó com a Ministre de Defensa) i promogut al rang de Mariscal de la Unió Soviètica, i des de juliol ho compaginà amb el càrrec de comandant suprem de les forces aliades del Pacte de Varsòvia.
Va morir a Moscou el 30 de novembre de 1976; i l'urna que conté les seves cendres va ser enterrada a la Necròpoli de la Muralla del Kremlin.

## Condecoracions
- Heroi de la Unió Soviètica (2)
- Orde de Lenin (4)
- Orde de la Bandera Roja (4)
- Orde de Suvorov de 2a classe (2)
- Orde de la Guerra Patriòtica de 1a classe
- Orde de l'Estrella Roja
- Orde del Servei a la Pàtria a les Forces Armades de 3a classe
- Espasa d'Honor amb l'Escut de la Unió Soviètica
- Medalla pel Servei de Combat
- Medalla del Centenari de Lenin
- Medalla de la defensa de Moscou
- Medalla de la defensa de Stalingrad
- Medalla de la victòria sobre Alemanya en la Gran Guerra Patriòtica 1941-1945
- Medalla del 20è Aniversari de la Victòria en la Gran Guerra Patriòtica
- Medalla del 30è Aniversari de la Victòria en la Gran Guerra Patriòtica
- Medalla per la Conquesta de Berlín
- Medalla per l'Alliberament de Praga
- Medalla dels Veterans de les Forces Armades Soviètiques
- Medalla del 30è Aniversari de l'Exèrcit i l'Armada Soviètics
- Medalla del 40è Aniversari de les Forces Armades Soviètiques
- Medalla del 50è Aniversari de les Forces Armades Soviètiques
- Heroi de la República Socialista de Txecoslovàquia
- Orde de Klement Gottwald (Txecoslovàquia)
- Orde de Karl Marx (República Democràtica Alemanya)
- Creu de Grunwald (República Popular de Polònia)

## Memòries
- Земля в огне (Terra en foc); Moscou, 1975;
- За прочный мир на земле (Per una pau duradora a la terra); Moscou, 1975